# Nyad - Oltre l'oceano
Nyad - Oltre l'oceano (Nyad) è un film del 2023 diretto da Jimmy Chin ed Elizabeth Chai Vasarhelyi, tratto dall'autobiografia Find a Way della nuotatrice Diana Nyad.

## Trama
Il film racconta la vera storia di Diana Nyad che, dopo aver rinunciato alla maratona per diventare una giornalista sportiva, decide nel 2013 all'età di 64 anni di realizzare un'impresa storica: compiere una traversata a nuoto di 177 chilometri da Cuba alla Florida, diventando la prima donna a giungere a destinazione senza l'uso di una gabbia anti-squalo.

## Sviluppo
Nel gennaio 2022, è stato annunciato che Netflix avrebbe distribuito il film. Nel marzo 2022 è stato annunciato che la produzione era in corso.

## Distribuzione
Il film è stato reso disponibile direttamente su Netflix il 3 novembre del 2023.

## Riconoscimenti
- 2024 - Premio Oscar
  - Candidatura a Miglior attrice a Annette Bening
  - Candidatura a Miglior attrice non protagonista a Jodie Foster

- 2024 - Golden Globe
  - Candidatura a Miglior attrice in un film drammatico a Annette Bening
  - Candidatura a Miglior attrice non protagonista a Jodie Foster

- 2024 - Screen Actors Guild Awards
  - Candidatura a Miglior attrice cinematografica a Annette Bening
  - Candidatura a Miglior attrice non protagonista cinematografica a Jodie Foster

- 2024 - Critics Choice Awards
  - Candidatura a Miglior attrice non protagonista a Jodie Foster